# Со (кантон)
Со (фр. Sceaux) — кантон у Франції, в департаменті О-де-Сен регіону Іль-де-Франс.

## Склад кантону
Кантон включає в себе 2 муніципалітети:
| Муніципалітет   | Площа | Населення, осіб | Рік  |
| --------------- | ----- | --------------- | ---- |
| Со              | 3,60  | 19679           | 2007 |
| Шатене-Малабрі* | -     | 4434            | 1999 |

* — лише північна частина міста Шатене-Малабрі
| Франція | Це незавершена стаття з географії Франції. Ви можете допомогти проєкту, виправивши або дописавши її. |